# Хлорид титана(II)
Хлорид титана(II) — неорганическое соединение, соль металла титана и соляной кислоты с формулой TiCl2, чёрные кристаллы, реагирует с водой, окисляется на воздухе.

## Получение
- Разложение нагреванием хлорида титана(III):

{\displaystyle {\mathsf {2TiCl_{3}\ {\xrightarrow {440-700^{o}C}}\ TiCl_{2}+TiCl_{4}}}}
- Восстановление титаном хлорида титана(III):

{\displaystyle {\mathsf {2TiCl_{3}+Ti\ {\xrightarrow {800-900^{o}C}}\ 3TiCl_{2}}}}
- Восстановление титаном хлорида титана(IV):

{\displaystyle {\mathsf {TiCl_{4}+Ti\ {\xrightarrow {800-900^{o}C}}\ 2TiCl_{2}}}}

## Физические свойства
Хлорид титана(II) образует чёрные кристаллы тригональной сингонии, пространственная группа P 3m, параметры ячейки a = 0,3568 нм, c = 0,5887 нм, Z = 1.
При комнатной температуре реагирует с водой, метанолом, этанолом.
Окисляется кислородом воздуха, поэтому дихлорид титана следует хранить в атмосфере водорода или диоксида углерода.
Растворяется при 0°С в воде, этаноле.
Плохо растворяется в сероуглероде, хлороформе, диэтиловом эфире.
С жидким аммиаком образует серый порошок состава [Ti(NH3)4]Cl2.

## Химические свойства
- Разлагается (диспропорционирует) при нагревании в вакууме:

{\displaystyle {\mathsf {2TiCl_{2}\ {\xrightarrow {475^{o}C,vacuum}}\ TiCl_{4}+Ti}}}
- Реагирует с водой:

{\displaystyle {\mathsf {2TiCl_{2}+12H_{2}O\ {\xrightarrow {\tau }}\ 2[Ti(H_{2}O)_{5}(OH)]Cl_{2}+H_{2}\uparrow }}}
- Реагирует с кислотами:

{\displaystyle {\mathsf {2TiCl_{2}+2HCl\ {\xrightarrow {}}\ 2TiCl_{3}+H_{2}\uparrow }}}
- Реагирует с щелочами на холоде в инертной атмосфере:

{\displaystyle {\mathsf {TiCl_{2}+2NaOH\ {\xrightarrow {0^{o}C,H_{2}}}\ Ti(OH)_{2}\downarrow +2NaCl}}}
- При комнатной температуре на воздухе реакция идёт иначе:

{\displaystyle {\mathsf {2TiCl_{2}+4NaOH+O_{2}\ {\xrightarrow {}}\ 2TiO(OH)_{2}\downarrow +4NaCl}}}
- Окисляется кислородом воздуха:

{\displaystyle {\mathsf {TiCl_{2}+O_{2}\ {\xrightarrow {}}\ TiO_{2}+Cl_{2}\uparrow }}}
Восстанавливается водородом до титана:
{\displaystyle {\ce {TiCl2 + H2 ->[t^oC] Ti + 2HCl ^}}}